# 虹色の王子様
『虹色の王子様』（にじいろのおうじさま）は、 株式会社モバリアルで開発された携帯アプリゲームであり、乙女向けの恋愛シミュレーションゲームにも該当する。2007年9月にMobageよりサービスを配信した。2011年4月に株式会社モバリアルと株式会社プロデュース・アソシエーションとの協業で、モバゲーオープンプラットフォーム（モバイル版）にて開始。2012年7月にスマートフォン版「Ameba」でリリースした。50000人の会員数を誇る大人気を博した。
お金持ち学院「私立カルミア学院」を舞台に、学園で出会った5人のイケメンとの恋愛が描かれる。キャラクターの好感度を上昇させる選択肢を選択せずに物語を進めていくことになるが、シナリオ80エピソード以上、イベントCG120枚以上、背景80シーン以上のコンテンツボリュームからなる本編の他、季節毎のイベントや番外編が続々と配信される。

## 登場人物
※声の表記はドラマCD版。
藤島 春菜（ふじしま はるな）
声 - 佐藤利奈
篠崎 恭司（しのざき きょうじ）
声 - 井上和彦
第6寮管理人/180cm/32歳/10月31日/蠍座/B型
一条 龍哉（いちじょう たつや）
声 - 森川智之
3年生/185cm/18歳/4月6日/牡羊座/A型
ルドルフ・クラウゼヴィッツ（通称：ルディ）
声 - 鈴村健一
2年生/188cm/16歳/3月10日/魚座/O型
氷野 伶一（ひの れいいち）
声 - 櫻井孝宏
3年生/173cm/17歳/9月8日/乙女座/B型
神城 宙（かみしろ そら）
声 - 入野自由
1年生/178cm/15歳/2月12日/水瓶座/AB型
学院理事長
声 - 中田譲治

## スタッフ
- 原作：Neith (株式会社プロデュース・アソシエーション)
- キャラクターデザイン・原画：佐光幸恵
- シナリオ・プロット協力：Studio May-be
- 色彩設計：吉田小百合

## ドラマCD
- 「虹色の王子様 Drama CD vol.1」 フロンティアワークス、2008年10月22日発売[4] 品番：FCCG-0024